# پروتئین مبدل RhoA
پروتئین مبدل RhoA (انگلیسی: Transforming protein RhoA) یک پروتئین است که در انسان توسط ژن «RHOA» کُدگذاری می‌شود. این پروتئین بر روی چندین مولکول مهم دیگر از جمله آراوسی‌کی۱ و ITPR1 اثر می‌گذارد و یکی از قدیمی‌ترین جی‌پروتئین‌های شناخته شده‌است که هومولوگ‌های آن در ژنوم از حدود ۱٫۵ میلیارد سال پیش موجود بوده‌اند.
ژن «RHOA» بر روی بازوی کوتاه کروموزوم ۳ واقع شده‌است و از ۴ اگزون تشکیل شده‌است. پروتئین حاصل‌شده در سازمان‌دهی اکتین، انقباض میوزین، حفظ چرخه سلولی، پلاریزاسیون مورفولوژیکی سلولی، تکامل سلولی و کنترل رونویسی نقش دارد.

## اهمیت بالینی
با توجه به اینکه بیان بیش از حد ژن «RHOA» در بسیاری از بدخیمی‌ها یافت مشاهده شده‌است، فعالیت RhoA به دلیل دخالت قابل توجه آن در مسیرهای پیام‌رسانی سرطان، ممکن است در بروز برخی بدخیمی‌ها از جمله سرطان پروستات و سرطان معده دخالت داشته باشد. از این ژن ممکن است بتوان در آینده برای ژن‌درمانی سرطان به‌ویژه در درمان لوسمی مزمن مغز استخوان و درمان سرطان پستان استفاده کرد.
همچنین برخی پژوهش‌ها نشان داده‌اند که این پروتئین ممکن از اهداف درمان دارویی آسم و دیابت در آینده باشند.

## برای مطالعهٔ بیشتر
- Ramakers GJ (April 2002). "Rho proteins, mental retardation and the cellular basis of cognition". Trends in Neurosciences. 25 (4): 191–9. doi:10.1016/S0166-2236(00)02118-4. PMID 11998687. S2CID 13941716.
- Chang ZF, Lee HH (March 2006). "RhoA signaling in phorbol ester-induced apoptosis". Journal of Biomedical Science. 13 (2): 173–80. doi:10.1007/s11373-005-9056-4. PMID 16496227.